# Richard Olney
Richard Olney (Oxford, 25 de setembro de 1835 – Boston, 8 de abril de 1917) foi um advogado e político norte-americano. Ele serviu como procurador-geral entre 1893 e 1895 e também como secretário de estado de 1895 até 1897, ambos durante a segunda presidência de Grover Cleveland. Como procurador-geral, Olney usou injunções contra os trabalhadores em greve durante a Greve da Pullman, criando um precedente, aconselhando o presidente a usar tropas federais quando os meios legais falharam em controlar os grevistas. Como secretário de estado, ele melhorou a visão dos Estados Unidos no mundo ao elevar os postos diplomáticos americanos à embaixadas.